# Hemilamprops miyakei
Hemilamprops miyakei is een zeekommasoort uit de familie van de Lampropidae. De wetenschappelijke naam van de soort is voor het eerst geldig gepubliceerd in 1967 door Gamo.